# Urophora fedotovae
Urophora fedotovae är en tvåvingeart som beskrevs av Valery Korneyev 1991. Urophora fedotovae ingår i släktet Urophora och familjen borrflugor. Inga underarter finns listade i Catalogue of Life.